# Phagwara
Phagwara, en hindi : फगवाड़ा, est une ville du district de Kapurthala, dans l'État du Pendjab, en Inde. Selon le recensement de l'Inde de 2011, elle compte une population de 97 864 habitants.